# Балка (притока Дністра)
Балка — річка в Україні, у Сокирянському районі Чернівецької області. Права притока Дністра (басейн Чорного моря).

## Опис
Довжина річки приблизно 9,5 км. Формується з багатьох безіменних струмків.

## Розташування
Бере початок на південному заході від села Струмок. Тече переважно на північний захід через Селище і впадає у Дністровське водосховище (річка Дністер).
Річку перетинає автошлях Р 63.